# Finnsnes
Finnsnes város Norvégiában, Troms megyében. A Senja község (járás) adminisztratív központja. Norvégia szárazföldi részén helyezkedik el, egy szoros partján. A szoros másik oldalán, a településtől nyugatra Senja szigete található. Finnsnes lakossága 4961 fő (2024 év). 2000-ben még csak 3667 lakosa volt, a kedvező helyzetének köszönhetően az elmúlt években folyamatos növekedés következett be. A település 2000. évben kapott városi rangot.

## Gazdasági szerepe
Finnsnes Norvégia északi részén helyezkedik el, a viszonylag kevés lakosa ellenére a térségben kereskedelmi, oktatási szempontból meghatározó szerepe van. Több iskola működik a városban, középfokú szinten is vannak oktatási intézmények. A térségben élők számára nagyobb bevásárlóközponttal (a 11 543 m²-es és 40 üzlettel rendelkező AMFI, vagy a Kvistad Senter) és kisebb boltokkal biztosítja a bevásárlás széles skáláját.  Senja község 14,894 lakossal rendelkezett 2024-ben.
Gazdasági szempontból a halászat és a mezőgazdaság még mindig meghatározó.
A város minden nyáron egyhetes nyári fesztivált szervez. A belvárosban található központi park ritka látványossága, hogy egy természetes tó is található benne. Ezen kívül Norvégiában csak Stavanger városában van természetes tó a városi parkban. 
A városi kulturális központ 1995-ben nyílt meg, a nagyterem 400 fő befogadására alkalmas. A belvárosban szállodák is vannak (Comfort Hotel Finnsnes, Sejna Hotel). 
Finnsnestől délre található a Polar Park, a világ legészakibb állatkertje. A látogatók találkozhatnak a „nagy négyessel”: farkas, rozsomák, medve és hiúz.

## Közlekedés
A város közlekedési csomópont mind szárazföldön, mind tengeren. A városból a környékre buszjáratokat működtetnek. Finnsnes közúton is elérhetőek a legközelebbi nagyobb városok Tromsø (észak-keletre kb 157 km), Harstad (dél-nyugatra kb. 129 km), illetve Narvik délre található, azonban légvonalban e fentiekben megadottaknál sokkal kisebb a távolság. Ennek oka az útvonalak kiépítettsége, a természeti adottságok végett sokszor csak nagy kerülővel érhetőek el az úti célok.
Tromsø és Harstad alig több mint egy óra alatt vízi közlekedéssel is elérhető. A Hurtigruten parti járat hajói naponta megállnak Finnsnes kikötőjében is. 
A város vasúton nem érhető el, a vasútvonal nincs kiépítve. A legközelebbi repülőtér a 46 km-re található Bardufoss Repülőtér, ahonnan Osloba is indulnak helyi járatok.
Senja szigetére közúton kizárólag a Finnsnes melletti, 1972-ben átadott 1147 méter hosszú Gisund hídon lehet eljutni.  A híd másik oldalán, Finnsnes-szel szemközt, de már a szigeten található a sziget egyetlen nagyobb települése, az 1654 lakosú Silsand falu.

## Senja szigete
Finnsnes egyben a térséget felfedező turisták kiindulópontja. Finnsnes úgy vált ismertté, mint Senja kapuja - amelyet a kaland szigetének is neveznek, és „miniatűr Norvégia” hegyekkel és fjordokkal, kis közösségekkel. 
Senja Norvégia második legnagyobb szigete, területe 1589,35 km². A sziget nyugati ás északi partja a nyílt tengerrel határos. A nyugati part a tengerből kiemelkedő meredek és zord hegyeiről híres, míg a keleti és déli részek enyhébbek. Senja kiérdemelte a „Norvégia kicsiben” becenevet, mivel a szigetek változatos tájai a norvég természet szinte teljes skáláját tükrözik. Senja szigete egész Norvégiában ismert természeti környezetéről. Számos kis halászfalu és festői faház található a szigeten, délen pedig az Ånderdalen Nemzeti Park, ahol számos erdei séta és hatalmas mezők várják a látogatókat.

## Képek

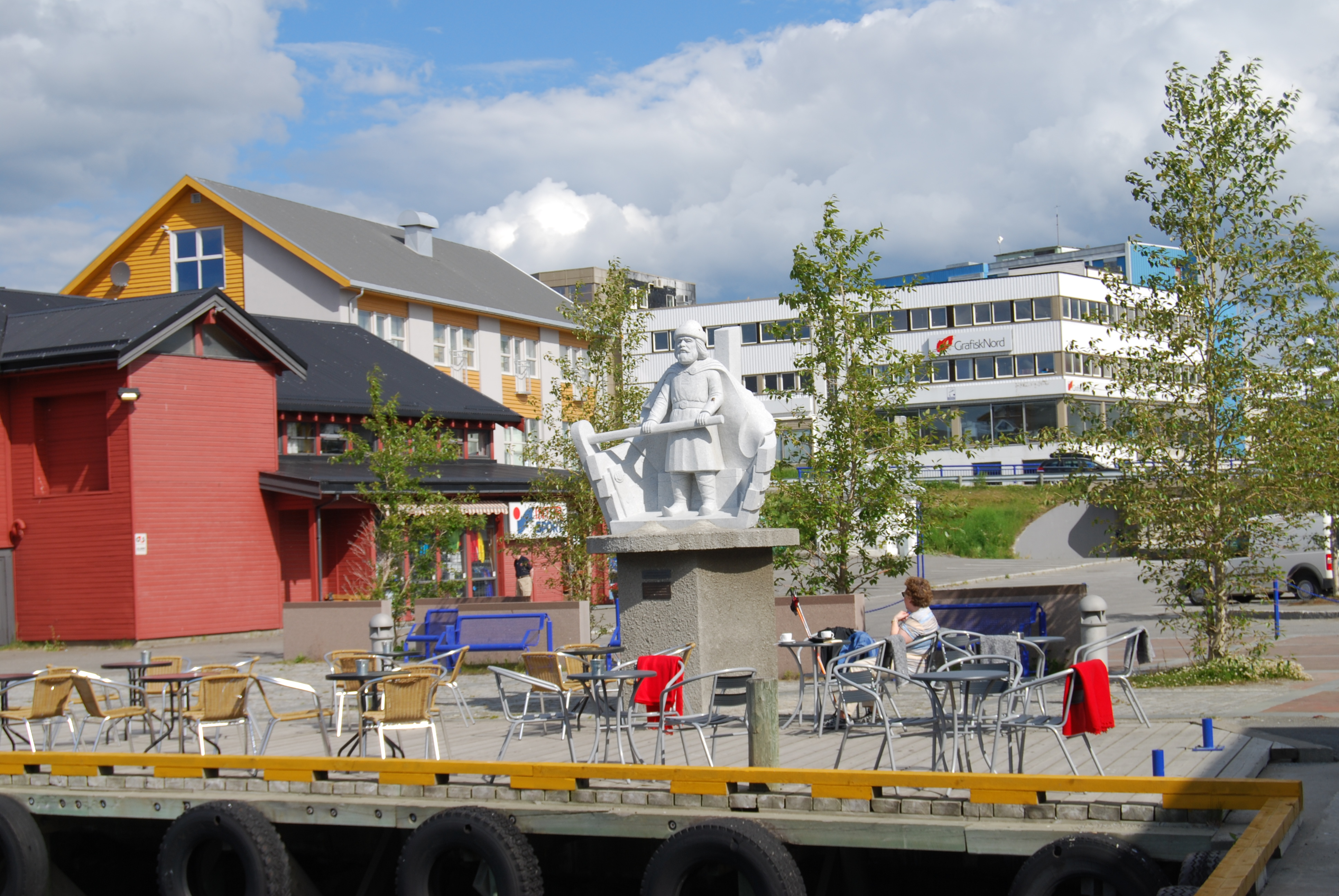
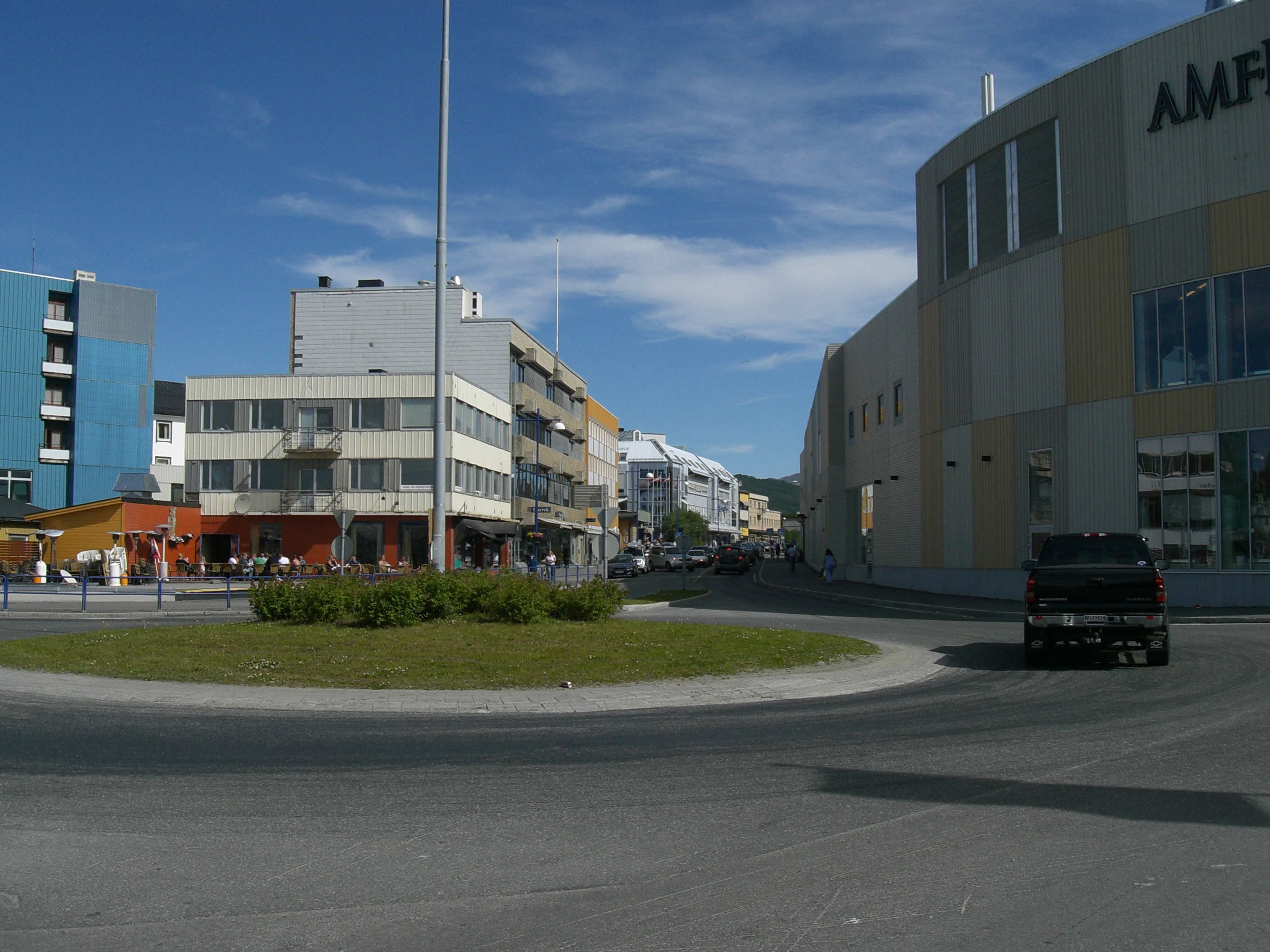
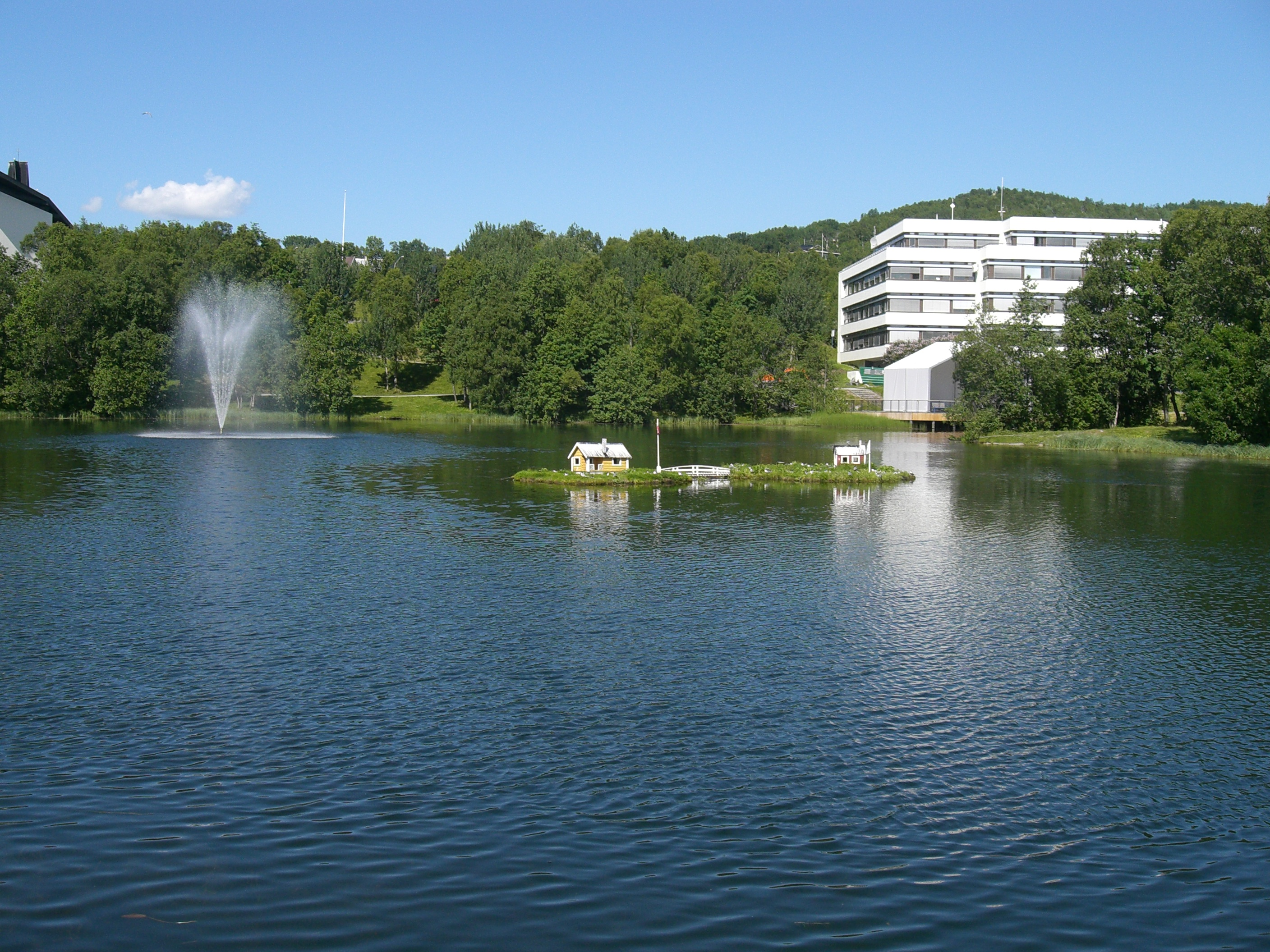
városi tó
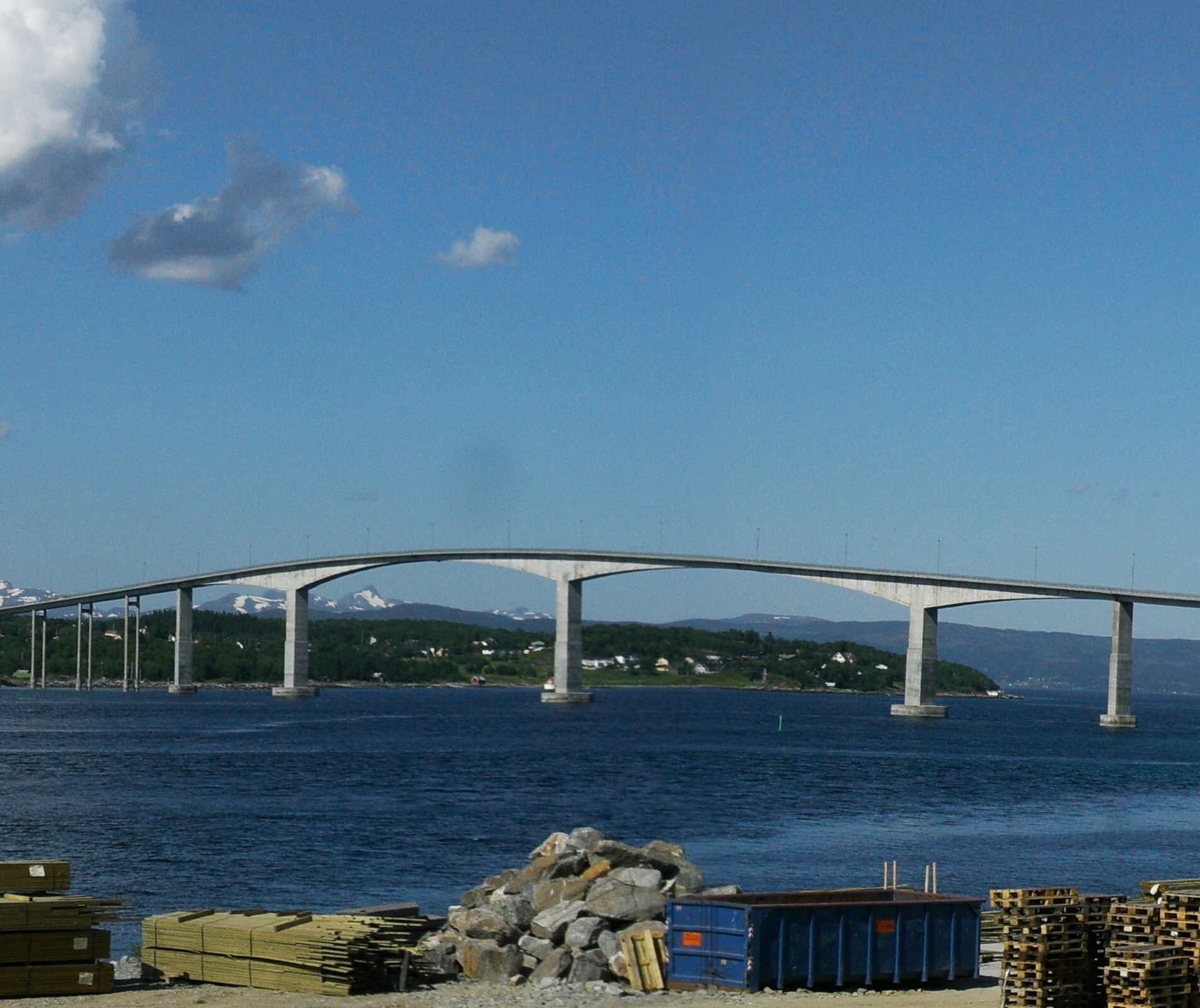
Gisundbrua híd